# 王勇 (1957年)
王勇（1957年2月—），男，汉族，山东阳谷人，中华人民共和国政治人物，曾任澄迈县委书记、海南省交通厅厅长，三亚市委副书记、代市长、市长、中共海南省委统战部部长、海南省政协副主席、党组成员。

## 生平
2020年7月13日，中央纪委国家监委宣布王勇涉嫌嚴重違紀違法，正在接受紀律審查和監察調查。2021年1月11日，王勇被开除党籍和公职。他被指违规推动填海项目、利用職務便利帮助家人承揽保险业务、干预插手司法活动。1月28日，王勇被逮捕。2021年5月13日，广西桂林市中级人民法院一审开庭审理王勇受贿一案，王勇被控受贿近亿元。庭审中王勇进行最后陈述并认罪悔罪，法庭宣布择期宣判。10月28日，桂林市中级人民法院一审宣判，2000年至2014年，王勇利用职务上的便利，为有关单位和个人提供帮助，非法收受相关人员给予的财物，共计折合人民币9047.2259万元，依法以受贿罪判处其无期徒刑，剥夺政治权利终身，并处没收个人全部财产，王勇当庭表示认罪悔罪，不上诉。
2023年1月8日在央视一套播出的电视专题片《永远吹冲锋号》第二集《政治监督》，提到王勇在三亚市长任内启动修建凤凰岛二期项目。2017年7月，中央生态环境保护督察组发现三亚凤凰岛二期项目严重破坏生态环境，点名批评并责令整改。然而直到2020年，经过先后三轮督察，凤凰岛二期项目整改工作却一直停滞不前。